# Lijst van Tweede Kamerleden 1862-1864
Lijst van Tweede Kamerleden 1862-1864 geeft een overzicht van de leden van de Nederlandse Tweede Kamer in de periode tussen de periodieke verkiezingen van 1862 en de periodieke verkiezingen van 1864. De zittingsperiode van de Tweede Kamer ging in op 15 september 1862 en eindigde op 18 september 1864.
De Tweede Kamer telde 72 leden, die gekozen werden in 38 districten. Zij werden gekozen voor een termijn van vier jaar; om de twee jaar werd de helft van de Tweede Kamer vernieuwd.
| Naam                                     | groepering                | district         | begindatum        | einddatum         | refs   |
| ---------------------------------------- | ------------------------- | ---------------- | ----------------- | ----------------- | ------ |
| Sebastiaan Anemaet                       | thorbeckianen             | Zierikzee        | 15 september 1862 | 21 januari 1863   | [ 2 ]  |
| Hubert van Asch van Wijck                | antirevolutionairen       | Amersfoort       | 15 september 1862 | 17-09-1866 [ e ]  | [ 3 ]  |
| Carolus Beens                            | thorbeckianen             | Tilburg          | 15-09-1860 [ f ]  | 29 december 1863  | [ 4 ]  |
| Carolus Beens                            | thorbeckianen             | Tilburg          | 19 februari 1864  | 18 september 1864 | [ 4 ]  |
| Warnardus Begram                         | conservatieven            | Gorinchem        | 15 september 1862 | 17-09-1866 [ e ]  | [ 5 ]  |
| Sybrand van Beyma thoe Kingma            | liberalen                 | Dokkum           | 13 november 1863  | 18 september 1864 | [ 6 ]  |
| Charles de Bieberstein Rogalla Zawadsky  | thorbeckianen             | Maastricht       | 15 september 1862 | 17-09-1866 [ e ]  | [ 7 ]  |
| François Blom                            | liberalen                 | Rotterdam        | 15-09-1860 [ f ]  | 18 september 1864 | [ 8 ]  |
| Pieter Blussé van Oud-Alblas             | thorbeckianen             | Dordrecht        | 15-09-1860 [ f ]  | 18 september 1864 | [ 9 ]  |
| Pieter van Bosse                         | liberalen                 | Zutphen          | 15-09-1860 [ f ]  | 18 september 1864 | [ 10 ] |
| Johannes Bots                            | thorbeckianen             | Eindhoven        | 15-09-1860 [ f ]  | 18 september 1864 | [ 11 ] |
| Willem de Brauw                          | conservatief-protestanten | Gouda            | 15-09-1860 [ f ]  | 18 september 1864 | [ 12 ] |
| Isaäc ter Bruggen Hugenholtz             | thorbeckianen             | Dokkum           | 15 september 1862 | 17-09-1866 [ e ]  | [ 13 ] |
| Simon Cool                               | liberalen                 | Amsterdam        | 15-09-1860 [ f ]  | 18 september 1864 | [ 14 ] |
| Karel Cornelis                           | thorbeckianen             | Roermond         | 15-09-1860 [ f ]  | 17 februari 1864  | [ 15 ] |
| Bernhard van Diggelen                    | liberalen                 | Goes             | 15-09-1860 [ f ]  | 18 september 1864 | [ 16 ] |
| Jacob Dirks                              | conservatieven            | Leeuwarden       | 15-09-1860 [ f ]  | 18 september 1864 | [ 17 ] |
| Willem Dullert                           | thorbeckianen             | Zutphen          | 15 september 1862 | 17-09-1866 [ e ]  | [ 18 ] |
| Gerard Dumbar                            | thorbeckianen             | Deventer         | 15-09-1860 [ f ]  | 18 september 1864 | [ 19 ] |
| Daniël van Eck                           | thorbeckianen             | Middelburg       | 15-09-1860 [ f ]  | 18 september 1864 | [ 20 ] |
| Pieter Elout van Soeterwoude             | antirevolutionairen       | Gorinchem        | 15-09-1860 [ f ]  | 15 september 1862 | [ 21 ] |
| Cornelis van Foreest                     | conservatief-protestanten | Alkmaar          | 15-09-1860 [ f ]  | 18 september 1864 | [ 22 ] |
| Isaäc Fransen van de Putte               | liberalen                 | Rotterdam        | 15 september 1862 | 2 februari 1863   | [ 23 ] |
| Johan Geertsema                          | liberalen                 | Groningen        | 25 september 1863 | 18 september 1864 | [ 24 ] |
| Willem Gevers Deynoot                    | thorbeckianen             | 's-Gravenhage    | 15-09-1860 [ f ]  | 18 september 1864 | [ 25 ] |
| Michel Godefroi                          | gematigde liberalen       | Amsterdam        | 15 september 1862 | 17-09-1866 [ e ]  | [ 26 ] |
| Jan van Goltstein                        | conservatieven            | Amersfoort       | 15-09-1860 [ f ]  | 18 september 1864 | [ 27 ] |
| Guillaume Groen van Prinsterer           | antirevolutionairen       | Arnhem           | 15 september 1862 | 17-09-1866 [ e ]  | [ 28 ] |
| Norbertus Guljé                          | thorbeckianen             | Breda            | 15 september 1862 | 17-09-1866 [ e ]  | [ 29 ] |
| Jan Heemskerk Azn.                       | liberalen                 | Amsterdam        | 15-09-1860 [ f ]  | 18 september 1864 | [ 30 ] |
| Jan Heemskerk Bzn.                       | thorbeckianen             | Amsterdam        | 15 september 1862 | 17-09-1866 [ e ]  | [ 31 ] |
| Schelto van Heemstra                     | conservatief-liberalen    | Middelburg       | 15 september 1862 | 17-09-1866 [ e ]  | [ 32 ] |
| Louis van Heiden Reinestein              | conservatieven            | Assen            | 15-09-1860 [ f ]  | 1 oktober 1863    | [ 33 ] |
| Louis van Heiden Reinestein              | conservatieven            | Assen            | 16 november 1863  | 18 september 1864 | [ 33 ] |
| Cornelis van Heukelom                    | liberalen                 | Amsterdam        | 15-09-1860 [ f ]  | 18 september 1864 | [ 34 ] |
| Petrus van den Heuvel                    | liberalen                 | Eindhoven        | 9 maart 1864      | 17-09-1866 [ e ]  | [ 35 ] |
| Christianus Heydenrijck                  | liberalen                 | Nijmegen         | 15-09-1860 [ f ]  | 18 september 1864 | [ 36 ] |
| Cornelis Hoekwater                       | conservatieven            | Delft            | 15-09-1860 [ f ]  | 18 september 1864 | [ 37 ] |
| Mari Hoffmann                            | conservatief-protestanten | Gouda            | 15 september 1862 | 17-09-1866 [ e ]  | [ 38 ] |
| Anthony Hoynck van Papendrecht           | liberalen                 | Rotterdam        | 15 september 1862 | 17-09-1866 [ e ]  | [ 39 ] |
| Wieger Idzerda                           | thorbeckianen             | Leeuwarden       | 15 september 1862 | 17-09-1866 [ e ]  | [ 40 ] |
| Franciscus Jespers                       | thorbeckianen             | Tilburg          | 15 september 1862 | 17-09-1866 [ e ]  | [ 41 ] |
| Jan Kappeyne van de Coppello             | liberalen                 | 's-Gravenhage    | 15 september 1862 | 17-09-1866 [ e ]  | [ 42 ] |
| Jacob van Kerkwijk                       | thorbeckianen             | Zierikzee        | 4 maart 1863      | 17-09-1866 [ e ]  | [ 43 ] |
| Hyacinthus Kerstens                      | liberalen                 | Boxmeer          | 15-09-1860 [ f ]  | 18 september 1864 | [ 44 ] |
| Frederik de Keverberg de Kessels         | conservatief-katholieken  | Roermond         | 11 maart 1864     | 18 september 1864 | [ 45 ] |
| Nicolaas Kien                            | conservatieven            | Utrecht          | 15 september 1862 | 17-09-1866 [ e ]  | [ 46 ] |
| Marten Kingma                            | liberalen                 | Dokkum           | 15-09-1860 [ f ]  | 14 augustus 1863  | [ 47 ] |
| Willem van Lidth de Jeude                | conservatieven            | Tiel             | 15 september 1862 | 17-09-1866 [ e ]  | [ 48 ] |
| Petrus van Limburg Brouwer               | liberalen                 | Almelo           | 16 februari 1864  | 18 september 1864 | [ 49 ] |
| Gijsbertus van der Linden                | thorbeckianen             | Almelo           | 15 september 1862 | 8 januari 1864    | [ 50 ] |
| Gijsbertus van der Linden                | thorbeckianen             | Almelo           | 16 februari 1864  | 17-09-1866 [ e ]  | [ 50 ] |
| Hendrik van Loghem                       | liberalen                 | Almelo           | 15-09-1860 [ f ]  | 11 januari 1864   | [ 51 ] |
| Pieter de Lom de Berg                    | conservatief-katholieken  | Roermond         | 15 september 1862 | 17-09-1866 [ e ]  | [ 52 ] |
| Aloysius Luyben                          | conservatief-katholieken  | 's-Hertogenbosch | 15 september 1862 | 17-09-1866 [ e ]  | [ 53 ] |
| Wilco Lycklama à Nijeholt                | conservatieven            | Sneek            | 15 september 1862 | 17-09-1866 [ e ]  | [ 54 ] |
| Willem van Lynden                        | antirevolutionairen       | Arnhem           | 15-09-1860 [ f ]  | 18 september 1864 | [ 55 ] |
| Evert du Marchie van Voorthuysen         | conservatieven            | Utrecht          | 15-09-1860 [ f ]  | 18 september 1864 | [ 56 ] |
| Gerrit de Meester                        | liberalen                 | Zwolle           | 15 september 1862 | 2 maart 1864      | [ 57 ] |
| Antonius Meijlink                        | conservatief-katholieken  | Eindhoven        | 15 september 1862 | 11 december 1863  | [ 58 ] |
| Haye Mensonides                          | liberalen                 | Hoorn            | 15 september 1862 | 17-09-1866 [ e ]  | [ 59 ] |
| Pieter Mijer                             | conservatieven            | Zwolle           | 15-09-1860 [ f ]  | 18 september 1864 | [ 60 ] |
| Joannes van Mulken                       | thorbeckianen             | Haarlem          | 15 september 1862 | 17-09-1866 [ e ]  | [ 61 ] |
| Joannes van Nispen van Sevenaer          | liberalen                 | Nijmegen         | 15 september 1862 | 17-09-1866 [ e ]  | [ 62 ] |
| Cornelis Oomen                           | liberalen                 | Breda            | 15-09-1860 [ f ]  | 18 september 1864 | [ 63 ] |
| Johannes van der Poel                    | conservatieven            | Gorinchem        | 5 december 1862   | 18 september 1864 | [ 64 ] |
| Johannes de Poorter                      | thorbeckianen             | 's-Hertogenbosch | 15-09-1860 [ f ]  | 18 september 1864 | [ 65 ] |
| Karel Poortman                           | thorbeckianen             | Alkmaar          | 15 september 1862 | 17-09-1866 [ e ]  | [ 66 ] |
| Gerrit de Raadt                          | liberalen                 | Dordrecht        | 15 september 1862 | 17-09-1866 [ e ]  | [ 67 ] |
| Gerlach van Reenen                       | conservatieven            | Amsterdam        | 15 september 1862 | 17-09-1866 [ e ]  | [ 68 ] |
| Geert Reinders                           | liberalen                 | Zuidhorn         | 15 september 1862 | 17-09-1866 [ e ]  | [ 69 ] |
| Rutger Schimmelpenninck van Nijenhuis    | conservatieven            | Leiden           | 15-09-1860 [ f ]  | 18 september 1864 | [ 70 ] |
| Carel Storm van 's Gravesande            | conservatief-liberalen    | Steenwijk        | 15-09-1860 [ f ]  | 18 september 1864 | [ 71 ] |
| Pieter Taets van Amerongen tot Natewisch | conservatieven            | Leiden           | 15 september 1862 | 17-09-1866 [ e ]  | [ 72 ] |
| Peter Tutein Nolthenius                  | conservatieven            | Hoorn            | 15-09-1860 [ f ]  | 18 september 1864 | [ 73 ] |
| Petrus van der Veen                      | conservatief-liberalen    | Assen            | 15 september 1862 | 17-09-1866 [ e ]  | [ 74 ] |
| Willem Viruly Verbrugge                  | liberalen                 | Rotterdam        | 9 maart 1863      | 17-09-1866 [ e ]  | [ 75 ] |
| Rembertus Westerhoff                     | thorbeckianen             | Appingedam       | 15-09-1860 [ f ]  | 18 september 1864 | [ 76 ] |
| Berend Wichers                           | thorbeckianen             | Groningen        | 15-09-1860 [ f ]  | 23 augustus 1863  | [ 77 ] |
| Edmond van Wintershoven                  | thorbeckianen             | Maastricht       | 15-09-1860 [ f ]  | 18 september 1864 | [ 78 ] |
| Willem Wintgens                          | conservatieven            | Delft            | 15 september 1862 | 17-09-1866 [ e ]  | [ 79 ] |
| Schelte Wybenga                          | conservatief-liberalen    | Sneek            | 15-09-1860 [ f ]  | 18 september 1864 | [ 80 ] |
| Gerhard IJssel de Schepper               | liberalen                 | Zwolle           | 19 april 1864     | 17-09-1866 [ e ]  | [ 81 ] |
| Jan Zijlker                              | thorbeckianen             | Appingedam       | 15 september 1862 | 17-09-1866 [ e ]  | [ 82 ] |

1815-1818 ·
1818-1821 ·
1821-1824 ·
1824-1827 ·
1827-1830 ·
1830-1833 ·
1833-1836 ·
1836-1839 ·
1839-1842 ·
1842-1845 ·
1845-1848 ·
1848-1849 ·
1849-1850 ·
1850-1852 ·
1852-1853 ·
1853-1854 ·
1854-1856 ·
1856-1858 ·
1858-1860 ·
1860-1862 ·
1862-1864 ·
1864-1866 ·
1866 (sep) ·
1866-1868 ·
1868-1869 ·
1869-1871 ·
1871-1873 ·
1873-1875 ·
1875-1877 ·
1877-1879 ·
1879-1881 ·
1881-1883 ·
1883-1884 ·
1884-1886 ·
1886-1887 ·
1887-1888 ·
1888-1891 ·
1891-1894 ·
1894-1897 ·
1897-1901 ·
1901-1905 ·
1905-1909 ·
1909-1913 ·
1913-1917 ·
1917-1918 ·
1918-1922 ·
1922-1925 ·
1925-1929 ·
1929-1933 ·
1933-1937 ·
1937-1946 ·
1946-1948 ·
1948-1952 ·
1952-1956 ·
1956-1959 ·
1959-1963 ·
1963-1967 ·
1967-1971 ·
1971-1972 ·
1972-1977 ·
1977-1981 ·
1981-1982 ·
1982-1986 ·
1986-1989 ·
1989-1994 ·
1994-1998 ·
1998-2002 ·
2002-2003 ·
2003-2006 ·
2006-2010 ·
2010-2012 ·
2012-2017 ·
2017-2021 ·
2021-2023 ·
2023-heden
Overzicht historische zetelverdeling